# Любин, Артур
Артур Любин (англ. Arthur Lubin), имя при рождении Артур Уильям Лубовски (англ.  Arthur William Lubovsky; 25 июля 1898 — 12 мая 1995) — американский кинорежиссёр и продюсер кино и телевидения 1940—1980-х годов.
К числу наиболее успешных фильмов Любина относятся пять кинокомедий с участием Бада Эбботта и Лу Костелло, среди них «Рядовые» (1941), «Задержите это привидение» (1941), «На флоте» (1941), «Пусть они летят» (1941) и «Загони их, ковбой» (1942), а также фильмы «Призрак Оперы» (1943), «Новый Орлеан» (1947), «Удар» (1949), «Ревень» (1951), «Это растёт на деревьях» (1952) и «Шаги в тумане» (1955).
В 1950—1955 годах Любин был постановщиком шести семейных комедий из серии «Фрэнсис, говорящий мул», а в 1961—1966 годах был создателем и продюсером успешного телесериала о говорящей лошади «Мистер Эд».

## Ранние годы и начало карьеры
Артур Любин родился 25 июля 1899 года в Лос-Анджелесе, Калифорния, и вырос в Джероме, Аризона, куда семья переехала, когда ему было пять лет. С детских лет Артур интересовался театром и участвовал в школьных спектаклях. Когда Артуру было восемь лет, семья переехала в Сан-Диего, где в старших классах он занимался в музыкальном и драматическом кружках. С ранних лет Любин подрабатывал в гастролирующих театральных труппах. Во время Первой мировой войны он недолго служил в ВМФ США, а затем изучал драму в Политехническом институте Карнеги в Питтсбурге, зарабатывая на жизнь как монтажёр сцены.
В 1922 году Любин окончил институт и в том же году дебютировал на бродвейской сцене как актёр в спектакле «Красный мак» (1922), а год спустя сыграл в спектакле «Могло случиться всё, что угодно» (1923).
После этого Любин переехал в Голливуд, чтобы стать киноактёром. В 1924 году он дебютировал в кино в качестве актёра немых фильмов, сыграв на протяжении последующих пяти лет в 9 картинах. В немой драме «Его народ» (1925) он сыграл Морриса, амбициозного еврея, изучавшего юриспруденцию, который стыдясь скромного положения своей семьи, выдаёт себя за сироту после того, как влюбляется в дочь судьи. Как написала «Нью-Йорк таймс», «Артур Любин заслуживает огромного признания за свою работу в роли Морриса».
В 1925 году Любин вместе с другими актёрами его труппы был арестован полицией Лос-Анджелеса и обвинён в постановке непристойного спектакля — сексуально заряженной пьесы Юджина О’Нила «Страсть под вязами».
В 1930 году Любин вернулся в Нью-Йорк, где выступил продюсером бродвейского спектакля «Этот единственный мужчина», а в 1932 году — продюсером и режиссёром спектакля «Когда ломается ветка» (1932).

## Режиссёрская карьера в 1930—1940-е годы
В 1934 году Любин вернулся в Голливуд, на этот раз в качестве режиссёра, быстро зарекомендовав себя как эффективный производитель малобюджетных жанровых картин. Потренировавшись на проходных малобюджетных фильмах для студий Monogram Pictures и Republic Pictures, в 1936 году Любин перешёл на Universal Pictures, где на протяжении последующих 19 лет сделал большинство своих фильмов.
Типичными для ранних фильмов Любина были «Я освещаю войну», «Конец приключения», «Кумир толпы» и «Прямо на Калифорнию» (все — 1937), в которых Джон Уэйн играл роли соответственно, оператора, китолова, хоккеиста и водителя грузовика. Любин также поставил детектив «Таинственное пересечение» (1936), тюремную мелодраму «Тюремный побег» (1938) с Бартоном Маклейном, криминальную комедию «Полночный взломщик» (1940) с Луисом Хейуордом и фильм ужасов «Чёрная пятница» (1940), которая стала его самым успешным фильмом на тот момент.
Фильм «Чёрная пятница» (1940) рассказывал о добром университетском профессоре Джордже Кингсли (Стэнли Риджес), который получает серьёзное ранение, случайно оказавшись на месте бандитской перестрелки. Чтобы спасти его от смерти, лучший друг Кингсли, доктор Эрнест Совак (Борис Карлофф) проводит ему срочную пересадку мозга, используя в качестве донорского мозг умирающего гангстера по имени Кеннон. Хотя операция проходит успешно, вежливый Кингсли периодически переживает приступы грубой ярости, свойственные Кеннону, и во время одного из таких припадков он выясняет о существовании тайника с похищенными деньгами. Рассчитывая использовать эти средства на нейрохирургические исследования, Совак с помощью гипноза «заставляет» Кингсли стать Кенноном, и в этом состоянии несчастный профессор совершает несколько убийств, включая убийство своего главного конкурента (Бела Лугоши). В конце концов, «ради добра человечеству» Совак убивает Кингсли-Кеннона, за что его приговаривают к смертной казни. Как написал киновед Ханс Воллстейн, «Чёрная пятница» — это, конечно, «Доктор Джекилл и мистер Хайд», только в современных одеждах и с «научным» обоснованием. Фильм сделан вслед за экранизацией классической истории Роберта Льюиса Стивенсона на Metro-Goldwyn-Mayer с такими штатными актёрами Universal, как Борис Карлофф и Бела Лугоши. «Однако подлинной звездой картины является Стенли Риджес, опытный характерный актёр, который получил роль своей жизни, играя как доброго и образованного профессора Кингсли, так и гангстера и убийцу Реда Кеннона. К чести Риджеса, он справился со своей ролью очень хорошо, играя обоих персонажей практически без грима».
Когда в 1941 году студия Universal Pictures поручила Любину сделать фильм с Бадом Эбботтом и Лу Костелло, где этот дуэт впервые должен был появиться в главной роли. На тот момент Любин даже не знал, что это комедийный дуэт, полагая, что они танцоры. И тем не менее, их первая совместная работа «Рядовые» (1941) стала самым успешным фильмом, который произвела студия. Она собрала более 4 миллионов долларов, мгновенно превратив Эбботта и Костелло в кинозвёзд. После предварительного просмотра «Рядовых» в 1941 году, руководство студии Universal было в таком восторге, что выплатило Любину бонус в 5 тысяч долларов и поручило ему немедленно приступать к работе над новыми картинами с Эбботтом и Костелло. Как пишет историк кино Дик Восбург, в течение двух лет «Любин поставил пользовавшихся огромным успехом фильмы» «На флоте», «Держите этого призрака», «Путь летят» (все — 1941) и «Скачи, ковбой» (1942), однако после этого режиссёр вышел из проекта. Любин позднее объяснял: «Они приходили на съёмочную площадку поздно, не знали текста, и мне кажется, они начинали уставать друг от друга. Но было сделано пять потрясающих картин с этими мальчиками. Они были очень хороши для меня. Они сделали мне имя».
Студия Universal выразила признательность Любину за его работу над проектом Эбботта и Костелло также тем, что поручила ему постановку амбициозного военного фильма «Орлиная эскадрилья» (l942), первого фильма, который, по словам Восбурга, «эта экономная студия сделала продолжительностью более 100 минут». Фильм рассказывал о службе группы американских лётчиков в Королевских ВВС Великобритании во время Второй мировой войны. Главную роль американского лётчика в картине сыграл Роберт Стэк. В фильме есть несколько увлекательных аутентичных съёмок воздушных боёв британских ВВС, однако, по мнению Хэла Эриксона, «история слишком часто замедляется до пешего темпа, особенно, во время романтических сцен с участием главного героя».
В 1943 году Любин сделал, по словам Восбурга, «роскошный» цветной ремейк классического романтического хоррора «Призрак Оперы», который впервые был поставлен в 1925 году. Роль Призрака сыграл Клод Рейнс, роль героини — Сюзанна Фостер, а роль героя досталась оперной звезде Нельсону Эдди. Как рассказывал Любин, «мы перекрасили его волосы в чёрный цвет. Кто когда-либо слышал о французе-блондине?». По словам Томаса, это была первая звуковая версия немого фильма 1925 года и самая значимая работа Любина до «Фрэнсиса». Этот «Призрак» «широко считается лучшим в серии ремейков изначальной картины. Его однако критиковали за то, что он уделял слишком много внимания оперному пению Нельсона Эдди». Как написал кинокритик Босли Краузер, «не сомневайтесь в изящности всей постановки. Декорации и костюмы, а также съёмка в Technicolor обеспечивают шикарную подачу материала. Но как раз это богатство декора и музыки становится на пути самой истории. Кто испугается Призрака, который указан в списке актёров третьим ниже мистера Эдди?». Фильм стал крупнейшим кассовым успехом Любина.
Как отмечает Восбург, в военное время «зрители с готовностью потребляли лёгкий эскапизм, и это было щедро обеспечено картинами Любина», такими как «Белый дикарь» (1943) и «Али-Баба и сорок разбойников» (1944), в которых главные роли сыграли Мария Монтес и Джон Холл. Как далее пишет Восбург, «в том же комиксовом стиле был сделан один из моих любимых фильмов, послевоенная китчевая классика» «Ночь в раю» (1946), Действие происходит в стране под названием Лидия, где Эзоп (Турхан Бей) пытается похитить принцессу Деларай (Мерл Оберон) у безжалостного Кросиуса (Томас Гомес).
Любин также поставил музыкальную мелодраму «Новый Орлеан» (1947), по словам Восбурга, «откровенно вымышленную историю джаза, которая преуменьшила вклад чернокожего человека, где Билли Холидей играла роль горничной». Босли Краузер в «Нью-Йорк таймс» назвал картину «далеко не вдохновенной экранной попыткой проследить путь рождения и эволюции джаза из Нового Орлеана до мировых столиц… Это неудача во всех отношениях, кроме одного, а именно частой демонстрации игры Луиса Армстронга на трубе». Основную часть картины составляет роман между девушкой из общества, которая планирует стать концертирующей классической пианисткой (Дороти Патрик), и короля клубного джаза (Артуро де Кордова). Как пишет Краузер, «любовь и джаз проходят суровым курсом, прежде чем два сердца и два музыкальных стиля, сольются».
В 1949 году Любин поставил свой единственный фильм нуар «Удар» (1949). Героем фильма является крупный промышленник (Брайан Донлеви), на которого неверная жена с помощью любовника устраивает покушение. Герой остаётся жив, однако в состоянии амнезии пропадает с места преступления. В поисках заработка он устраивается слесарем в автомастерскую, где находит счастье в работе и любовь прекрасной девушки (Элла Рейнс). Однако прошлое возвращается в его жизнь, и он предстаёт перед судом как обвиняемый в убийстве любовника жены. Современный кинокритик Ричард Гиллиам охарактеризовал этот фильм как «хорошо рассказанную криминальную драму, которую отличает добротная игра опытных актёров… Там, где фильм нуар часто связан с темами фатализма и справедливости в кармическом смысле, криминальные истории со „счастливым концом“ вроде „Удара“ предлагают комфортное заверение публики в том, что организационные структуры общества найдут способ защитить невинного и покарать виновного… Режиссёр Артур Любин владеет мастерством, но стиль не является его сильной стороной… Фильму явно недостаёт оригинальности и атмосферы, но он находит силу в игре актёров второго плана», среди них «явно недооцененная Элла Рейнс, которая тащит на себе вторую половину фильма»… «В целом, фильму не хватает стабильности и энергичности, чтобы обрести статус классики, но фильм достаточно силён, чтобы обеспечивать зрительский интерес и поднять его над многочисленными криминальными драмами конца 1940-х годов».

## Режиссёрская карьера в 1950—1960-е годы
Неожиданным хитом для Universal стала комедия «Фрэнсис» (1950), первый из шести фильмов о говорящем муле Фрэнсисе, которые поставил Любин. Как пишет Томас, Любин был очарован сатирическим романом Дэвида Стерна о говорящем муле, который «внёс важный вклад в победу американской армии в Бирме во Второй мировой войне», и он решил сделать по книге фильм. В 1949 году Любину удалось убедить скептически настроенных руководителей студии, что американская публика, уставшая от военных фильмов, готова к фантазии об армейском муле, который не только говорил, но и отвечал генералам. В отличие от сатирической направленности романа фильм, сценарий которого также написал Стерн, носил скорее юмористический характер, рассказывая о том как лейтенант Стерлинг (Дональд О’Коннор) снабжал своё руководство важной военной информацией, которую «по своим каналам» добывал Фрэнсис. Как пишет Томас, «руководители студии заключили с режиссёром жёсткую сделку. Чтобы заручиться их поддержкой, Любин был вынужден отказаться от части своего гонорара и согласиться на процент от прибыли». В результате Любин мгновенно стал богатым человеком. В статье в «Нью-Йорк таймс» он написал, что идея давать режиссёрам и главным актёрам долю в фильме совсем не плоха: «Это новая идея и она заслуживает серьёзного рассмотрения». После огромного успеха фильма «Фрэнсис» (1950) студия запустила в производство целую серию фильмов с говорящим мулом, а также развернула мощную коммерческую компанию, включавшую продажу книг и комиксов о Фрэнсисе, пластинок, игрушек и другой продукции. Киносериал про Фрэнсиса стал одним из самых успешных проектов Universal своего времени. Любин, Стерн, О’Коннор и Уиллс, который был голосом Фрэнсиса, проработали на шести картинах, которые вышли на экраны в 1950—1955 годах. Последний седьмой фильм в 1956 году был сделан другим творческим коллективом, и не имел успеха своих предшественников, после чего проект был закрыт.
Как пишет Восбург, благодаря Фрэнсису Любин вскоре стал «королём причудливой фэнтези». В начале 1950-х годов он сделал спортивную комедию с Рэем Милландом и Джен Стерлинг «Ревень» (1951), в которой кот из подворотни получает в наследство бейсбольную команду, комедию с Айрин Данн «Это растёт на деревьях» (1952), в котором рассеянная домохозяйка вдруг обнаруживает, что у неё на заднем дворе на двух деревьях растут купюры по 5 и 10 долларов, и чуть позднее — комедию «Невероятный мистер Лимпет» (1964), где скромный бухгалтер, которого не взяли в ВМС США во время войны, волшебным образом превращается в дельфина и помогает военно-морскому флоту страны выслеживать вражеские подводные лодки.
В 1955 году Любин поставил криминальный триллер «Шаги в тумане» (1955), действие которого происходит в Лондоне конца 19 века. Героиня фильма, служанка в богатом доме (Джин Симмонс), узнав, что её хозяин (Стюарт Грейнджер) убил свою богатую супругу, с помощью шантажа пытается женить его на себе. Современный киновед Деннис Шварц описал картину как «сильно сделанный, но скучноватый викторианский триллер, отдалённо напоминающий „Газовый свет“, с полностью британским актерским составом». Как отмечает киновед, «хорошая игра актёрского ансамбля, жуткая туманная обстановка, великолепная операторская работа в Technicolor, а также богатая викторианская атмосфера превращают этот фильм в приемлемое зрелище даже несмотря то, что сюжету не хватает убедительности».
Среди других, менее заметных фильмов Любина этого периода можно отметить приключенческую ленту «Звезда Индии» (1954) с Корнеллом Уайлдом и Джин Уоллес, историческую мелодраму «Леди Годива из Ковентри» (1955) с Морин О’Харой и комедийный вестерн с Джинджер Роджерс «Первая леди-коммивояжёр» (1956). Последними проектами Любина в кино стали музыкальная комедия «Держись!» (1966) с участием британской поп-группы Herman’s Hermits, а также вестерн с Эрнестом Боргнайном «Дождь для пыльного лета» (1971), съёмки которого проходили в Испании.

## Карьера на телевидении
Начиная с 1958 года, Любин стал работать на телевидении, поставив вплоть до 1961 года эпизоды 11 сериалов, среди которых «Шоу Эда Уинна» (1958, 4 эпизода), «Письмо Лоретте» (1958, 1 эпизод), «Бронко» (1959, 1 эпизод), «Сансет-Стрип, 77» (1959, 3 эпизода), «Помощник шерифа» (1959—1960, 3 эпизода), «Мэверик» (1959—1960, 11 эпизодов) и «Бонанза» (1960, 3 эпизода).
Закрепившись на телевидении, Любин решил создать собственный телесериал, где он выступал бы в качестве продюсера и режиссёра. Таким сериалом стала комедия «Мистер Эд» (1961) о говорящем жеребце, который подобно мулу Фрэнсису разговаривал со своим хозяином (Алан Янг). Хотя в журнале Variety выражалось сомнение по поводу успеха повторного запуска той же коммерческой идеи, тем не менее, по словам Восбурга, «сериал уверенно продержался на малом экране на протяжении шести прибыльных лет». Любин был продюсером всех 145 эпизодов сериала и режиссёром 131 из них, которые выходили в эфир с 1961 по 1966 год.
Послед завершения сериала Любин продолжил работать на телевидении, поставив эпизоды сериалов «Двойная жизнь Генри Файфа» (1966, 3 эпизода), «Прюитты из Саутгемптона» (1967, 4 эпизода), «Мистер Потрясающий» (1967, 3 эпизода) и почти десять лет спустя — «Специальная программа АВС по выходным» (1978—1981). Он вышел на пенсию в 1981 году.

## Оценка творчества
Как отметил Томас, на счету Любина более 60 голливудских работ в диапазоне от богатого ремейка «Призрака Оперы» 1943 года до серии фильмов про говорящего мула Фрэнсиса в 1950-е годы, а также телесериал о говорящем жеребце «Мистер Эд» в 1960-е годы.
Любин начинал карьеру как театральный и кино актёр, а в 1930-е годы стал режиссёром успешных малобюджетных экшнов и детективных триллеров. В 1940—1941 годах он добился ещё большего успеха, поставив серию комедий с Эбботтом и Костелло. Среди других его памятных проектов — малобюджетные фильмы ужасов «Чёрная пятница» с Борисом Карлоффом и Белой Лугоши и «Женщина-паук наносит ответный удар» с Гейл Сондергаард, сказка «Али-Баба и 40 разбойников» (1944) с Марией Монтес, фильм нуар «Удар» (1949)и психологический триллер «Шаги в тумане» (1955).

## Личная жизнь
Артур Любин не был женат, и вплоть до смерти прожил со своим другом Фрэнком Берфордом.
В 1989 году в возрасте 90 лет Любин пытался уговорить Paramount дать ему сделать ремейк фильма «Ревень». Когда интервьюер спросил его о секрете молодости его лица и фигуры, Любин ответил: «Я никогда в жизни не курил, и, я думаю, это очень сильно повлияло на мой внешний вид и на моё здоровье. У меня была одна небольшая операция, когда мне было 18 лет. В остальном же, я живу на калифорнийских холмах и наслаждаюсь жизнью».

## Смерть
Артур Любин умер 12 мая 1995 года в доме для престарелых Autumn Hills в Глендейле, Калифорния, в возрасте 96 лет.

## Фильмография
| Год       | Название                                  | Оригинальное название              | Фильм / телесериал              | В каком качестве участвовал                         |
| --------- | ----------------------------------------- | ---------------------------------- | ------------------------------- | --------------------------------------------------- |
| 1924      | Присяжная                                 | The Woman on the Jury              | фильм                           | актёр                                               |
| 1925      | Его народ                                 | His People                         | фильм                           | актёр                                               |
| 1926      | Барделис Великолепный                     | Bardelys the Magnificent           | фильм                           | актёр                                               |
| 1926      | Миллионеры                                | Millionaires                       | фильм                           | актёр                                               |
| 1927      | Боящийся любви                            | Afraid to Love                     | фильм                           | актёр                                               |
| 1928      | Свадебный марш                            | The Wedding March                  | фильм                           | актёр (в титрах не указан)                          |
| 1928      | Беглый преступник                         | The Bushranger                     | фильм                           | актёр                                               |
| 1929      | Глаза криминального мира                  | Eyes of the Underworld             | фильм                           | актёр                                               |
| 1929      | Таймс-сквер                               | Times Square                       | фильм                           | актёр                                               |
| 1934      | Успешная неудача                          | A Successful Failure               | фильм                           | режиссёр                                            |
| 1935      | Порт Сан-Франциско                        | Frisco Waterfront                  | фильм                           | режиссёр                                            |
| 1935      | Великий Бог Золото                        | Great God Gold                     | фильм                           | режиссёр                                            |
| 1935      | Медовый месяц                             | Honeymoon Limited                  | фильм                           | режиссёр                                            |
| 1935      | Два грешника                              | Two Sinners                        | фильм                           | режиссёр                                            |
| 1936      | Дом тысячи свечей                         | The House of a Thousand Candles    | фильм                           | режиссёр                                            |
| 1936      | Йеллоустоун                               | Yellowstone                        | фильм                           | режиссёр                                            |
| 1936      | Таинственное пересечение                  | Mysterious Crossing                | фильм                           | режиссёр                                            |
| 1937      | Конец приключения                         | Adventure’s End                    | фильм                           | режиссёр                                            |
| 1937      | Калифорния прямо впереди                  | California Straight Ahead!         | фильм                           | режиссёр                                            |
| 1937      | Я освещаю войну                           | I Cover the War!                   | фильм                           | режиссёр                                            |
| 1937      | Кумир толпы                               | Idol of the Crowds                 | фильм                           | режиссёр                                            |
| 1938      | Любимый брат                              | The Beloved Brat                   | фильм                           | режиссёр                                            |
| 1938      | Полночный нарушитель                      | Midnight Intruder                  | фильм                           | режиссёр                                            |
| 1938      | Побег из тюрьмы                           | Prison Break                       | фильм                           | режиссёр                                            |
| 1938      | Тайны медсестры                           | Secrets of a Nurse                 | фильм                           | режиссёр                                            |
| 1938      | Дом разносчиков газет                     | Newsboys' Home                     | фильм                           | режиссёр дополнительных съёмок (в титрах не указан) |
| 1939      | Большой парень                            | The Big Guy                        | фильм                           | режиссёр                                            |
| 1939      | Царь большого города                      | Big Town Czar                      | фильм                           | режиссёр                                            |
| 1939      | Вызовите посланника                       | Call a Messenger                   | фильм                           | режиссёр                                            |
| 1939      | Микки                                     | Mickey the Kid                     | фильм                           | режиссёр                                            |
| 1939      | Рискованный бизнес                        | Risky Business                     | фильм                           | режиссёр                                            |
| 1940      | Чёрная пятница                            | Black Friday                       | фильм                           | режиссёр                                            |
| 1940      | Банды Чикаго                              | Gangs of Chicago                   | фильм                           | режиссёр                                            |
| 1940      | Я теперь не возлюбленная                  | I’m Nobody’s Sweetheart Now        | фильм                           | режиссёр                                            |
| 1940      | Знакомьтесь с дикой кошкой                | Meet the Wildcat                   | фильм                           | режиссёр                                            |
| 1940      | Кто убил тётю Мэгги                       | Who Killed Aunt Maggie?            | фильм                           | режиссёр                                            |
| 1940      | Доки Сан-Франциско                        | San Francisco Docks                | фильм                           | режиссёр                                            |
| 1941      | Рядовые                                   | Buck Privates                      | фильм                           | режиссёр                                            |
| 1941      | Задержите это привидение                  | Hold That Ghost                    | фильм                           | режиссёр                                            |
| 1941      | На флоте                                  | In the Navy                        | фильм                           | режиссёр                                            |
| 1941      | Пусть они летят                           | Keep 'Em Flying                    | фильм                           | режиссёр                                            |
| 1941      | Откуда у тебя эта девушка                 | Where Did You Get That Girl?       | фильм                           | режиссёр                                            |
| 1942      | Орлиная эскадрилья                        | Eagle Squadron                     | фильм                           | режиссёр                                            |
| 1942      | Держа себя в форме                        | Keeping Fit                        | фильм                           | режиссёр                                            |
| 1942      | Загони их, ковбой                         | Ride 'Em Cowboy                    | фильм                           | режиссёр                                            |
| 1943      | Призрак Оперы                             | Phantom of the Opera               | фильм                           | режиссёр                                            |
| 1943      | К народу Соединенных Штатов               | To the People of the United States | документальный, короткометражка | режиссёр                                            |
| 1943      | Белый дикарь                              | White Savage                       | фильм                           | режиссёр                                            |
| 1944      | Али Баба и 40 разбойников                 | Ali Baba and the Forty Thieves     | фильм                           | режиссёр                                            |
| 1945      | Восхитительно опасна                      | Delightfully Dangerous             | фильм                           | режиссёр                                            |
| 1946      | Ночь а раю                                | Night in Paradise                  | фильм                           | режиссёр                                            |
| 1946      | Возвращение женщины-паука                 | The Spider Woman Strikes Back      | фильм                           | режиссёр                                            |
| 1947      | Новый Орлеан                              | New Orleans                        | фильм                           | режиссёр                                            |
| 1949      | Удар                                      | Impact                             | фильм                           | режиссёр                                            |
| 1950      | Фрэнсис                                   | Francis                            | фильм                           | режиссёр                                            |
| 1951      | Френсис на скачках                        | Francis Goes to the Races          | фильм                           | режиссёр                                            |
| 1951      | Королева дня                              | Queen for a Day                    | фильм                           | режиссёр                                            |
| 1951      | Ревень                                    | Rhubarb                            | фильм                           | режиссёр                                            |
| 1952      | Френсис в Вест Пойнте                     | Francis Goes to West Point         | фильм                           | режиссёр                                            |
| 1952      | Это растёт на деревьях                    | It Grows on Trees                  | фильм                           | режиссёр                                            |
| 1953      | Френсис пишет о большом городе            | Francis Covers the Big Town        | фильм                           | режиссёр                                            |
| 1953      | Женщина южных морей                       | South Sea Woman                    | фильм                           | режиссёр                                            |
| 1953      | Глотки в беспорядке                       | Gobs in a Mess                     | короткометражка                 | режиссёр                                            |
| 1954      | Звезда Индии                              | Star of India                      | фильм                           | режиссёр                                            |
| 1954      | Френсис вступает в женский военный корпус | Francis Joins the WACS             | фильм                           | режиссёр                                            |
| 1955      | Шаги в тумане                             | Footsteps in the Fog               | фильм                           | режиссёр                                            |
| 1955      | Фрэнсис на флоте                          | Francis in the Navy                | фильм                           | режиссёр                                            |
| 1955      | Леди Годива из Ковентри                   | Lady Godiva of Coventry            | фильм                           | режиссёр                                            |
| 1956      | Первая путешествующая женщина-коммивояжер | The First Traveling Saleslady      | фильм                           | режиссёр, продюсер                                  |
| 1957      | Японская авантюра                         | Escapade in Japan                  | фильм                           | режиссёр, продюсер                                  |
| 1958      | Шоу Эда Уинна                             | The Ed Wynn Show                   | телесериал, 4 эпизода           | режиссёр                                            |
| 1958      | Письмо к Лоретте                          | Letter to Loretta                  | телесериал, 1 эпизод            | режиссёр                                            |
| 1959      | Сансет-Стрип, 77                          | 77 Sunset Strip                    | телесериал, 3 эпизода           | режиссёр                                            |
| 1959      | Бронко                                    | Bronco                             | телесериал, 1 эпизод            | режиссёр                                            |
| 1959      | Театр «Вестингауз-Дезилу»                 | Westinghouse Desilu Playhouse      | телесериал, 1 эпизод            | режиссёр                                            |
| 1959—1960 | Помощник шерифа                           | The Deputy                         | телесериал, 3 эпизода           | режиссёр                                            |
| 1959—1960 | Мэверик                                   | Maverick                           | телесериал, 11 эпизодов         | режиссёр                                            |
| 1960      | Представитель закона                      | Lawman                             | телесериал, 1 эпизод            | режиссёр                                            |
| 1960      | Шайенн                                    | Cheyenne                           | телесериал, 1 эпизод            | режиссёр                                            |
| 1960      | Бонанза                                   | Bonanza                            | телесериал, 3 эпизода           | режиссёр                                            |
| 1960      | Витрина новой комедии                     | New Comedy Showcase                | телесериал, 1 эпизод            | режиссёр                                            |
| 1961      | Багдадский вор                            | Il ladro di Bagdad                 | фильм                           | режиссёр                                            |
| 1961      | Прямо с телетайпа                         | Hot Off the Wire                   | телесериал, 1 эпизод            | режиссёр                                            |
| 1961—1966 | Мистер Эд                                 | Mister Ed                          | телесериал                      | режиссёр (131 эпизод), продюсер (145 эпизодов)      |
| 1964      | Невероятный мистер Лимпет                 | The Incredible Mr. Limpet          | фильм                           | режиссёр                                            |
| 1965      | Мир Эбботта и Костелло                    | The World of Abbott and Costello   | фильм                           | режиссёр                                            |
| 1965      | Семейка Аддамс                            | The Addams Family                  | телесериал, 1 эпизод            | режиссёр                                            |
| 1966      | Держись!                                  | Hold On!                           | фильм                           | режиссёр                                            |
| 1966      | Двойная жизнь Генри Файфа                 | The Double Life of Henry Phyfe     | телесериал, 3 эпизода           | режиссёр                                            |
| 1967      | Прюитты из Саутгемптона                   | The Pruitts of Southampton         | телесериал, 4 эпизода           | режиссёр                                            |
| 1967      | Мистер Потрясающий                        | Mr. Terrific                       | телесериал, 3 эпизода           | режиссёр                                            |
| 1971      | Дождь пыльным летом                       | Rain for a Dusty Summer            | фильм                           | режиссёр                                            |
| 1978—1981 | Специальная программа АВС на выходные     | ABC Weekend Specials               | телесериал, 3 эпизода           | режиссёр                                            |